# عبدالله حاجی صادقی
عبدالله حاجی صادقی (زادهٔ ۲ تیر ۱۳۳۹ دهاقان) روحانی ایرانی است که از اسفند ۱۳۹۶ به‌عنوان نمایندهٔ ولی فقیه در سپاه پاسداران انقلاب اسلامی فعالیت می‌کند. وی پیشتر در فاصلهٔ سالهای ۱۳۹۰ تا ۱۳۹۶ جانشین نمایندهٔ ولی فقیه در سپاه بود.

## زندگی‌نامه
عبدالله حاجی صادقی در تاریخ ۲ تیر ۱۳۳۹ در دهاقان، استان اصفهان زاده شد. وی در سال ۱۳۵۴ وارد حوزه علمیهٔ اصفهان (مدرسهٔ ذوالفقار) شد و یک سال پس از وقوع انقلاب و در سال ۱۳۵۸ وارد حوزهٔ علمیهٔ قم گردید. حاجی‌صادقی با شروع جنگ ایران و عراق، به عضویت سپاه پاسداران درآمد و مسئولیت‌های مختلفی در نمایندگی ولی فقیه در سپاه را عهده‌دار بود. پس از جنگ به عنوان عضو هیئت علمی دانشکدهٔ شهید محلاتی نمایندگی ولی فقیه سپاه در قم، به تدریس اشتغال داشت. حاج‌صادقی در سال ۱۳۷۵ به عنوان نمایندگی ولی فقیه در دانشگاه امام حسین منصوب شد. در سال ۱۳۷۸ به قم بازگشت و مسئولیت گروه الهیات دانشکدهٔ شهید محلاتی را پذیرفت و پس از اتمام دورهٔ دکتری در سال ۱۳۸۱ به‌عنوان مسئول پژوهشکدهٔ تحقیقات اسلامی سپاه منصوب شد و مدتی نیز معاونت ارتباطات حوزوی رهبر جمهوری اسلامی ایران را برعهده داشت. در سال ۱۳۹۰ و پس از اینکه مجتبی ذوالنور جانشین وقت نمایندهٔ ولی فقیه در سپاه، جهت شرکت در انتخابات مجلس شورای اسلامی درخواست بازنشستگی از سپاه پاسداران را کرد، عبدالله حاج صادقی با تأیید و موافقت سیدعلی خامنه‌ای و با حکم علی سعیدی شاهرودی؛ نمایندهٔ ولی فقیه در سپاه، به عنوان جانشین نمایندهٔ ولی فقیه در سپاه منصوب شد. وی تا سال ۱۳۹۶ جانشین ولی فقیه در سپاه بود.

## مواضع
- ما رئیس‌جمهوری می‌خواهیم که نه ارادت بخواهد و نه اشارت، بلکه ارادهٔ رهبری را بفهمد و سر دهد، کاندیداها باید بدانند مجری سیاست‌های نظام هستند نه سیاست‌گذار.[۵]
- حسینیان می‌دانند که حاکمیت و ارادهٔ خدا در ولایت تجلی پیدا می‌کند و فرمانبری از ولایت، فرمانبری از خداست. در نظام ولایی تقسیم اوامر رهبری به مولوی و ارشادی وجود ندارد.[۵]
- باور داریم حکم الله حکومت می‌کند و حکم الله آن است که رهبری می‌گوید.[۶][۷]